# 塗香
塗香（ずこう）とは、仏像や修行者の身体に香を塗って、けがれを除くこと。また、その香。仏に捧げる六種の供物の一種。
焼香をさらに細かく刻むと粉末の香となり、それを抹香という。なかでも祈りの前に身を浄めるため、手や首に塗る粉末の香りを「塗香」という。
数種の香木を混ぜて粉末にし、粉末のまま乾燥したものと、浄水と混ぜ練香としたものがある。一般には粉末にした、抹香状の薄茶色の香をさすことが多い。線香や焼香の様な香を燻らせて供えるものとは違い、身体に塗る香である。
もともとの起源はインドにあり、香木から香料を取り、体に付けて体臭などを消すのに使ったという。ここから発展し、身体を清める、邪気を寄せ付けないという意味で仏教で取り入れられたとされる。多くは、修行に入る前や法要を執行する前に行われる。宗派により違いがあるが、一般に、先ず指ひとつまみの少量の塗香を左手に受け、右手の人差し指と中指に少しつけ、口に含む。次に香を両手で数度磨り合わせ、その後、その両手で胸（実際は衣の上）に当て塗る。身・口・意の三業を清めるとされる。
インドは、熱帯国であるため、しばしば生活面において悪臭を発する。そこで、塗香はこの熱苦を取り去り、清涼ならしめる働きをする。ここから塗香には清浄なる性徳があるということで、人間の煩悩の熱苦を除いて清涼にすることに通じ、戒を保つということにもなるので持戒行と一致するとされる。
密教系で多く用いられる。在家では写経の前に使用することがある。

## 製造メーカー
- 長川仁三郎商店
- 鳩居堂
- 松栄堂